# Ousmane Baldé (calciatore)
Ousmane Baldé (Conakry, 31 dicembre 1989) è un ex calciatore guineano, di ruolo centrocampista.

## Statistiche

### Cronologia presenze e reti in nazionale
| Cronologia completa delle presenze e delle reti in nazionale ― Guinea | Cronologia completa delle presenze e delle reti in nazionale ― Guinea | Cronologia completa delle presenze e delle reti in nazionale ― Guinea | Cronologia completa delle presenze e delle reti in nazionale ― Guinea | Cronologia completa delle presenze e delle reti in nazionale ― Guinea | Cronologia completa delle presenze e delle reti in nazionale ― Guinea | Cronologia completa delle presenze e delle reti in nazionale ― Guinea | Cronologia completa delle presenze e delle reti in nazionale ― Guinea |
| Data                                                                  | Città                                                                 | In casa                                                               | Risultato                                                             | Ospiti                                                                | Competizione                                                          | Reti                                                                  | Note                                                                  |
| --------------------------------------------------------------------- | --------------------------------------------------------------------- | --------------------------------------------------------------------- | --------------------------------------------------------------------- | --------------------------------------------------------------------- | --------------------------------------------------------------------- | --------------------------------------------------------------------- | --------------------------------------------------------------------- |
| 24-3-2017                                                             | Le Havre                                                              | Guinea                                                                | 2 – 2                                                                 | Gabon                                                                 | Amichevole                                                            | -                                                                     |                                                                       |
| 28-3-2017                                                             | Bruxelles                                                             | Camerun                                                               | 1 – 2                                                                 | Guinea                                                                | Amichevole                                                            | -                                                                     | 67’                                                                   |
| 10-6-2017                                                             | Abidjan                                                               | Costa d'Avorio                                                        | 2 – 3                                                                 | Guinea                                                                | Qual. Coppa d'Africa 2019                                             | -                                                                     |                                                                       |
| 31-8-2017                                                             | Conakry                                                               | Guinea                                                                | 3 – 2                                                                 | Libia                                                                 | Qual. Mondiali 2018                                                   | -                                                                     | 74’                                                                   |
| 4-9-2017                                                              | Monastir                                                              | Libia                                                                 | 1 – 0                                                                 | Guinea                                                                | Qual. Mondiali 2018                                                   | -                                                                     | 71’                                                                   |
| 7-10-2017                                                             | Conakry                                                               | Guinea                                                                | 1 – 4                                                                 | Tunisia                                                               | Qual. Mondiali 2018                                                   | -                                                                     | 45+1’                                                                 |
| 11-11-2017                                                            | Kinshasa                                                              | RD del Congo                                                          | 3 – 1                                                                 | Guinea                                                                | Qual. Mondiali 2018                                                   | -                                                                     | 10’                                                                   |
| Totale                                                                |                                                                       | Presenze                                                              | 7                                                                     |                                                                       | Reti                                                                  | 0                                                                     |                                                                       |